# Гренджа-Донская, Зирка Васильевна
Зирка Васильевна Гренджа-Донская, настоящее имя Алиса (русин. Зирка Василивна Гренджа-Донска, 7 января 1921, Будапешт, Венгрия — 10 апреля 2017, Саут-Баунд-Брук, Нью-Джерси, США) — украинский литературовед и составитель произведений Василия Гренджа-Донского.

## Биография
Алиса Гренджа-Донская родилась в Будапеште в семье поэта и писателя Василия Гренджа-Донского.
В Ужгороде закончила начальную школу, затем училась в гимназии. В 1938 году закончила обучение в Хусте. В 1939 году переехала в Будапешт, где закончила торговую школу и курсы немецкого языка.
Работала в различных учреждениях. В 1944 году иммигрировала сначала в Вену, потом переехала в 1945 году в Мюнхен. Училась на философском факультете Мюнхенского университета, с 1948 года работала в европейском представительстве украинско-американского комитета помощи. В 1950 году вместе с мужем Михаилом Данилюком иммигрировала в США, где поселилась в Миннеаполисе. Однако семейная жизнь не сложилась: муж оставил её с двухлетним сыном.
Работала в различных учреждениях до выхода на пенсию в 1983 году.
Зирка Гренджа-Донская похоронена на кладбище Святого Андрея.

## Работы
Автор трудов об отце, составитель 12 томов произведений Василия Гренджа-Донского.
- Гренджа-Донска З. «Ми є лишень короткі епізоди ...». Жизнь и творчество Василия Гренджа-Донского.